# Maximilian Eggestein
Maximilian Eggestein, född 8 december 1996, är en tysk fotbollsspelare som spelar som mittfältare för SC Freiburg i Bundesliga.

## Klubbkarriär
Eggestein lämnade TSV Havelse för Werder Bremen i januari 2011, endast 14 år gammal. Han gjorde sin debut för Werder Bremens andralag i augusti 2014. Den 24 november samma år gjorde han även debut i A-laget, då han hoppade in i Werder Bremens segermatch hemma mot SC Paderborn 07 i Bundesliga. Sedan dess har speltiden i A-laget ökat successivt år för år, och säsongen 2017/2018 spelade han 33 matcher i Bundesliga. Eggestein lämnade klubben efter säsongen 2020/2021 då Bremen blev nedflyttade till 2. Bundesliga. Han spelade totalt 181 tävlingsmatcher för Werder Bremens A-lag.
Den 18 augusti 2021 värvades Eggestein av SC Freiburg, där han skrev på ett fyraårskontrakt.